# Ba Anansi en de eenbenige Moeder van het Bos
Ba Anansi en de eenbenige Moeder van het Bos is een van de titels die gegeven wordt aan een volksverhaal uit Suriname.

## Het verhaal
Ba Anansi voerde niets uit en zijn vrouw Ma Akoeba kon hem niet onderhouden. Ze moet ook haar drie kinderen voeden en Anansi heeft altijd honger en is diep ongelukkig door dit gevoel. Hij loopt klagend door huis, maar Akoeba stoort zich er niet aan. Ze vertelt dat andere vrouwen hun man allang buiten de deur hadden gezet, hij moet blij zijn met wat hij krijgt. Op een dag huilt Anansi onder een kankantri en hoort gefluit van een wezen met rechtopstaande haren. Boesimama, de Moeder van het Bos, komt op haar ene been rondgedraaid als een tol aan.
Als Boesimama stilstaat, stopt het gefluit van de wind om haar lichaam. De Moeder van het Bos vraagt Anansi waarom hij huilt en losse haren bedekken haar als een sluier. Ze heeft medelijden en begint te tollen, ze laat Anansi volgen. Ze komen bij een boom en er groeien zakken vol eten. Anansi mag er iedere dag drie zakken afslaan, maar als hij meer wil nemen zal de toverkracht ophouden. Elke zak zal leeg zijn en Boesimama verdwijnt zoals ze verscheen.
Ba Anansi neemt drie takken van de wonderboom en slaat er zakken af. Een ontbijt, middagmaal en avondeten. Met de drie zakken loopt hij naar huis en zet alles op tafel. Hij wil alles alleen opeten, maar de vrouw en kinderen eten alles op. Hij moet de afwas doen en de volgende dag slaat Anansi drie zakken van de boom. Hij eet alles op onder de boom en zegt thuis dat er niets meer te halen was. Akoeba gelooft Anansi niet, want hij laat elke dag het bordje eten staan en wordt dikker. Ze volgt hem met haar kinderen en als Anansi de zakken slaat, komen ze tevoorschijn. Akoeba en de kinderen eten alles op en de volgende dag gaat ze weer naar de boom. Ze slaat er met haar kinderen drie zakken af, maar is niet tevreden. De oudste zoon klimt in de boom en alle zakken verdwijnen. De gulzige vrouw zegt niets tegen Anansi, maar hij ziet meteen wat er gebeurd is.

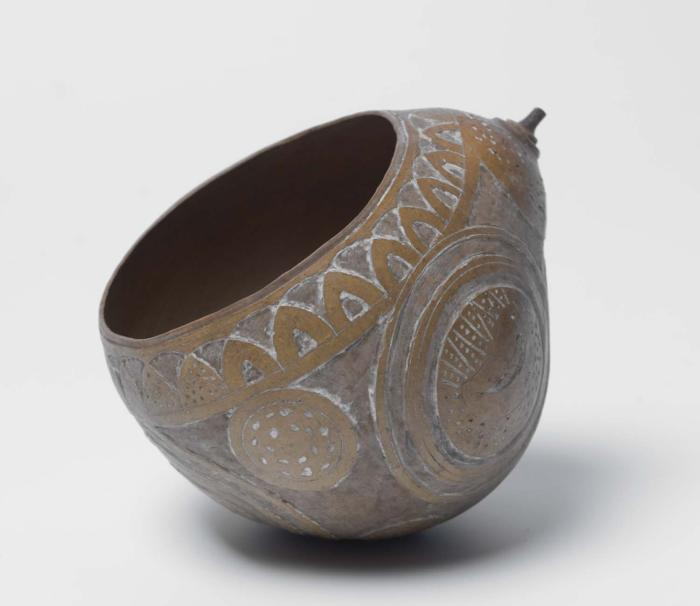
Deze nap van kalebasschaal is vermoedelijk een offergave die de slaven op de plantage Clifford Kocqshoven bij een grote kankantri hebben neergelegd, klik op de afbeelding voor meer informatie

Anansi gaat naar de kankantri en huilt, Boesima komt aangetold en Anansi vertelt haar alles. Hij krijgt een eet-kalebas en deze is met obia bewerkt. Het zal driemaal daags eten geven, Anansi hoeft maar te zeggen wat hij lust. Na elke maaltijd moet de kalebas schoongespoeld worden. Anansi gaat in een grote klerenkist in zijn woonkamer zitten en bestelt lekkere kippensoep. Hij spoelt de kalebas schoon en verstopt hem in de kast. De volgende dag vindt Anansi's dochtertje de kalebas en Akoeba zet hem op tafel. Akoeba wil weten waarom hij hem verstopte en Anansi wil niets zeggen. Hij verbergt de kalebas achter de klerenkist en eet elke dag driemaal. Tijdens verstoppertje horen de jongens hoe Anansi zijn eten bestelt en ze vertellen alles aan Akoeba. Akoeba bestelt kippensoep en daarna rijst, maar ze heeft hem niet afgewassen. De toverkracht verdwijnt en Anansi ziet de bedorven kalebas als hij thuiskomt.
Anansi verlaat de woning en huilt onder de kankantri, maar de Moeder van het Bos doet alsof ze niets hoort. Anansi roept Boesimama ongeduldig en hij hoort het fluiten van haar getol. Woedend zweept Boesimama haar lange haren om zijn oren en hij valt flauw van de pijn. Toen Anansi bijkwam, wilde hij niets van zijn vrouw en kinderen weten. Hij vond dat alles door hen kwam en hij verhuisde naar familie Bosspin.

## Achtergronden
- De vertellingen in Suriname staan in verband met de religie van verschillende bevolkingsgroepen. De Indianen, Creolen, Marrons, Hindoestanen, Javanen, Chinezen, Libanezen, Hollandse kolonisten en Joden brachten elk eigen gebruiken en wezens mee naar het land. Niemand twijfelt aan hun bestaan en goede of kwade kracht. In Paramaribo, de Nederlandse invloed was daar groot, lijken de verhalen op gewone spookverhalen. Begraafplaatsen liggen daar midden in de stad. In het binnenland, de districten en plantages, liggen ze ver verwijderd van het dorp. In Suriname zijn verhalen bekend over de yorka (spook), leba (geest), bakru (geest), asema (vampier), didibri (draak) en andere wezens. De wezens worden soms met een ander wezen vergeleken (tussen haakjes), maar deze vergelijking is niet sluitend. Er worden in Suriname veel dingen versluierd, van officiële (Nederlandse, christelijke) zijde is altijd gestreden tegen het bijgeloof.
- Het motief van de zweep en eet-kalebas of gelukspot is in vele vertellingen in Suriname te vinden.
- Er zijn veel middelen die voor oneindig veel voedsel zorgen, mits juist gebruikt. Zie bijvoorbeeld De zoete pap, De djinn van de zee
- Ba is broer en Sa is zus, zie ook Broertje en zusje.
- Ook in Van de visser en zijn vrouw worden wensen vervuld.
- De kankantri is een wilde kapokboom, de boom wordt als heilige boom beschouwd.
- In Wie zijn billen brandt, moet op de blaren zitten is het schoonspoelen van een kalebas ook belangrijk.